# 양가휘
양가휘(梁家輝, 1958년 2월 1일 ~ )는 홍콩의 배우, 가수, 작가이다. 

## 이력
홍콩에서 출생하였고 지난날 한때 중화인민공화국 광둥성 포산 시 난하이 구에서 잠시 유아기를 보낸 적이 있는 그는 1980년 광고 모델로 첫 데뷔하였고 1983년 영화 《화소원명원(火燒圓明園)》의 주연으로 영화배우 데뷔하였다. 1984년 홍콩 TVB 텔레비전 드라마 한 편에 처음이자 마지막으로 출연하면서 텔레비전 연기자의 길을 잠시 걸었으며 1987년 연극《아큐정전(阿Q正傳)》으로 연극배우 데뷔하기도 하였고 1996년 가수로 데뷔하기도 하였다.

## 수상
- 1984년
  - 홍콩전영금상장 남우주연상《수렴청정》
- 1990년
  - 금마장 남우주연상《애재벌향적계절》
- 1993년
  - 홍콩전영금상장 남우주연상《92흑장미 대 흑장미》
- 2006년
  - 홍콩전영금상장 남우주연상《흑사회》
- 2006년
  - 홍콩전영금상장 남우주연상《콜드워》

## 출연 작품
- 절종철금강
- 8인: 최후의 결사단 - 혁명가 역
- 적인걸: 측천무후의 비밀
- 드러머
- 화소도
- 동사서독
- 대소비도
- 203040
- 신용문객잔
- 동성서취
- The Lover
- 수호전지 영웅본색
- 봉신연의: 영웅의 귀환
- 그날은 오리라
- 아수라
- 추룡 2: 패왕 - 로건 룽 역
- 심야식당: 식도락 (감독, 주연)

## 앨범
- 1996년 《유혹아일배자(诱惑我一辈子)》

1. 诱惑我一辈子
2. 自己走
3. 我的心里只有你没有她
4. 得来不易
5. 爱夜
6. 何必强求
7. 钟情
8. 漫不经心
9. 宁愿
10. Desires

## 출연한 뮤직비디오
- 황앵앵《讨你欢心》
- 양자경《爱似流星》
- 실비아 창《想逃》

## 책
- 《필묵을 바라보며(寻常笔墨)》
- 《희언잡기(戏言杂记)》
- 《너에게 말하다(我对你说)》
- 홍콩문회보에 기고한《휘필이취(辉笔而就)》

## 같이 보기
- 장쉐여우
- 류더화
- 양조위
- 궈푸청
- 리밍